# Mallows Bay
Mallows Bay est une petite baie située sur le Potomac, dans l'est des États-Unis. Elle se trouve dans le Maryland, comté de Charles. Cette baie est le lieu où se trouve ce qui est considéré comme la « plus grande flotte d'épaves de navires de l'hémisphère ouest », et est décrite comme un « cimetière de navires ».
Mallows Bay se trouve dans le coin nord-est du sanctuaire marin national de Mallows Bay–Potomac River, que la National Oceanic and Atmospheric Administration a créé le 3 septembre 2019. La baie se trouve dans le coin nord-est des 47 kilomètres carrésdes eaux du Potomac incluses dans le sanctuaire,.

## Flotte fantôme
La « flotte fantôme » de Mallows Bay est une référence aux centaines de navires dont les restes reposent encore dans ses eaux relativement peu profondes,. Au total, 230 navires de la United States Shipping Board Merchant Fleet Corporation sont coulés dans la rivière. Plus de 100 de ces navires sont des bateaux à vapeur en bois, faisant partie d'une flotte construite pour traverser l'Atlantique pendant la Première Guerre mondiale. Parce qu'ils ont été construits en bois en raison d'un manque d'acier disponible, la plupart de ces navires étaient obsolètes une fois achevés après la fin de la guerre.
L'US Navy ne voulait pas des navires, qui étaient stockés dans la James river – au coût de 50 000 $ par mois – et ils ont donc été vendus à la Western Marine & Salvage Company. La société a déplacé les navires vers le Potomac à Widewater, en Virginie, et en 1925, ils ont été remorqués jusqu'à Mallows Bay. Western Marine a fait faillite et les navires ont été brûlés ou sont restés là où ils reposaient. Pendant la Seconde Guerre mondiale, Bethlehem Steel a construit un bassin de récupération pour récupérer le métal des navires abandonnés. Des épaves de divers bateaux civils sont également présentes sur le site.
La baie a été inscrite comme district archéologique et historique au Registre national des lieux historiques le 24 avril 2015 et a été incluse dans le Mallows Bay–Potomac River National Marine Sanctuary le 3 septembre 2019.
Parmi les navires les plus importants vus à Mallows Bay se trouve le S.S. Accomac,,.